# Doukádes
Doukádes (Doukades) är en ort i Grekland.   Den ligger i prefekturen Nomós Kerkýras och regionen Joniska öarna, i den västra delen av landet, 400 km nordväst om huvudstaden Aten. Doukádes ligger 180 meter över havet och antalet invånare är 627. Den ligger på ön Korfu.
Terrängen runt Doukádes är kuperad åt nordost, men åt sydväst är den platt. Havet är nära Doukádes åt sydväst. Runt Doukádes är det ganska tätbefolkat, med 214 invånare per kvadratkilometer. Närmaste större samhälle är Korfu, 17,1 km sydost om Doukádes. I omgivningarna runt Doukádes växer i huvudsak blandskog.